# COSMOS-AzTEC3
COSMOS-AzTEC3 è un protoammasso di galassie, situato nella costellazione del Sestante con un red shift di z ~ 5,3 che corrisponde ad una distanza percorsa dalla luce di circa 12,6 miliardi di anni luce (distanza comovente di circa 26,4 miliardi di anni luce).
Questo protoammasso è il più distante ammasso di galassie attualmente conosciuto, le cui immagini risalgono ad un'epoca in cui l'Universo aveva un'età di circa un miliardo di anni dal Big Bang. La massa complessiva è stimata in almeno 400 miliardi di masse solari. Protoammassi così massicci sono stati sempre rilevati ad red shift di z = 1,62 (corrispondenti a circa 3,9 miliardi di anni dopo il Big Bang.
L'ammasso è stato studiato dai telescopi spaziali Hubble, Chandra e Spitzer nelle varie bande dello spettro elettromagnetico e con i telescopi di terra Keck e Subaru.
È stata rilevata un'intensa attività di formazione stellare e la presenza di un buco nero supermassiccio di massa equivalente ad oltre 30 milioni di masse solari.